# Tatjana Ždanoka
Tatjana Ždanoka (en russe, son nom est Татьяна Жданок soit Tatiana Jdanok, ou encore Zhdanok selon la graphie anglaise), née le 8 mai 1950 à Riga, est une ancienne députée européenne de Lettonie, membre de l'Union russe de Lettonie (élue en 2004, réélue en 2009, en 2014 et en 2019). Elle est considérée comme la première députée russophone au Parlement européen. Elle a été membre, à titre individuel, de l'Alliance libre européenne.
En 2024, Tatjana Zdanoka est accusée de travailler comme agent de renseignement pour le FSB et transmettre depuis près de vingt ans des informations confidentielles à la Russie.

## Biographie

### Formation et carrère professionnelle
Tatjana Ždanoka obtient son diplôme de mathématiques en 1972 à l'université d'État de Lettonie. Elle obtient en 1992 un doctorat en mathématiques (diplôme du Conseil supérieur des attestations de l'université de Lettonie).
Elle est assistante, chargée de cours principale, puis maître de conférence à la chaire de hautes mathématiques de l'université de Lettonie.

### Période soviétique
Alors étudiante en mathématiques, elle adhère en 1971 au Parti communiste de Lettonie (PCL). Cette organisation constitue une branche régionale du PCUS, parti unique et dirigeant de l’URSS.
De 1972 jusqu’en 1990, elle travaille comme enseignante à l'université de Lettonie. Pendant toute cette période, elle est membre du groupe universitaire du PCL. Depuis 1988, la Lettonie, de même que plusieurs autres pays de l’Europe centrale et orientale, connaissent un fort mouvement social tendant à la démocratisation de la vie politique et à la restauration de l’indépendance de la Lettonie, perdue en 1940 après l'annexion soviétique.
En mars 1990, Tatjana Ždanoka est élue au Conseil suprême de la RSS de Lettonie en tant que députée de la circonscription de Pļavnieki, à Riga. Elle s’inscrit alors à la cellule locale du PCL, qui la délègue, en avril 1990, au 25e congrès du PCL, où elle est élue membre de la Commission centrale de contrôle et d’audit du parti.
Au même congrès, un groupe de délégués exprime son désaccord avec la politique générale du PCL, qui garde la fidélité à l'Union soviétique et au PCUS, s’oppose à toute démocratisation de la vie sociale et lutte pour le maintien du statu quo. Ces députés annoncent publiquement leur départ du PCL et créent un nouveau parti, le Parti communiste indépendant, qui déclare immédiatement son soutien à l’indépendance de la Lettonie et à l’instauration d’un système politique multipartite. Tatjana Ždanoka ne rejoint pas les délégués dissidents et reste dans les rangs du PCL.

### Après l’indépendance de Lettonie
La Lettonie devient indépendante le 4 mars 1990. En mai, Tatjana Ždanoka refuse de voter pour cette indépendance puis en janvier 1991 appelle à l'intervention de l'Armée rouge.
En février 1993, Tatjana Ždanoka devient présidente du « Mouvement pour la justice sociale et l'égalité des droits en Lettonie » (en letton : Kustība par sociālo taisnīgumu un līdztiesību Latvijā), qui se transforme en 1996 en un parti politique, « Līdztiesība (en) » en français : « Égalité des droits ». Les 5 et 6 juin 1993, les élections législatives (Saeima) ont lieu conformément à la Constitution rétablie de 1922. Pour la première fois après la restauration de l’indépendance de Lettonie, les citoyens élisent leur parlement qui se substite au Conseil suprême. C’est à ce moment, en 1993, que le mandat de député de Tatjana Ždanoka prend fin. À la suite du refus des autorités lettonnes d’inscrire Tatjana Ždanoka au registre des résidents en tant que citoyenne lettonne, elle ne peut participer ni à ces élections, ni aux élections municipales de 1994, ni aux élections parlementaires suivantes qui se tiennent en 1995. À la suite du recours introduit par Tatjana Ždanoka, en janvier 1996, les tribunaux reconnaissent à celle-ci la nationalité lettonne et enjoignent l’administration de l’enregistrer en tant que telle et de lui délivrer les documents correspondants.

### Élections municipales de 1997
Le 25 janvier 1997, le « Mouvement pour la justice sociale et l’égalité des droits en Lettonie » dépose auprès de la commission électorale de Riga une liste de dix candidats pour les élections municipales du 9 mars 1997. La candidature de Tatjana Ždanoka y figure. Conformément aux exigences de la loi sur les élections municipales, celle-ci signe et joint à la liste une déclaration écrite affirmant qu’elle n'est pas concernée par l'article 9 de cette loi. Aux termes de cet article, sont inéligibles les personnes ayant « activement participé » au PCUS, au PCL, ainsi qu’à plusieurs autres organisations expressément nommées, postérieurement au 13 janvier 1991. Par une lettre expédiée le même jour, le 25 janvier 1997, Tatjana Ždanoka informe la Commission électorale que, jusqu’au 10 septembre 1991, date de la dissolution officielle du PCL, elle était membre de la cellule de Pavnieki et de la Commission centrale de contrôle et d’audit du parti. Cependant, elle fait valoir que les restrictions susmentionnées lui étaient inapplicables, puisqu’elles étaient contraires aux articles 2 et 25 du Pacte international relatif aux droits civils et politiques. Par une décision du 11 février 1997, la commission électorale de Riga enregistre la liste présentée par Tatjana Ždanoka. Aux élections du 9 mars 1997, cette liste obtient quatre des soixante sièges du conseil municipal de Riga. Tatjana Ždanoka figure parmi les élus.

### Élections législatives de 1998
Tatjana Ždanoka envisage de se présenter à ces élections, mais la Commission électorale centrale suspend l’enregistrement de la liste, au motif que sa candidature ne correspond pas aux exigences de la loi sur les élections parlementaires. Ne voulant pas mettre en danger la perspective de l’enregistrement de la liste entière, elle retire sa candidature, après quoi la liste est enregistrée.

### Procédures judiciaires
Par lettre du 7 août 1998, le président de la Commission électorale centrale demande au Procureur général de la République d’examiner la légitimité de l'élection de la requérante au conseil municipal de Riga. Par une décision du 31 août 1998, le Parquet général constate que Tatjana Ždanoka n’a commis aucun délit réprimé par le code pénal. Le 14 janvier 1999, le Parquet général saisit la cour régionale de Riga d’une demande en vue de constater la participation de Tatjana Ždanoka au PCL après le 13 janvier 1991. Par un jugement contradictoire du 15 février 1999, la cour régionale de Riga fait droit à la demande du parquet, estimant que les pièces présentées attestent clairement la participation de Tatjana Ždanoka aux activités du parti après la date critique, et que les éléments de preuve fournis par Tatjana Ždanoka sont insuffisants pour réfuter ce constat. Contre ce jugement, Tatjana Ždanoka interjette appel devant la Chambre des affaires civiles de la Cour suprême. Le 12 novembre 1999, la Chambre des affaires civiles débute l’examen de l’appel. Par un arrêt du 15 décembre 1999, la Chambre des affaires civiles rejette l’appel de Tatjana Ždanoka, qui devient alors inéligible et perd son mandat de membre du conseil municipal de Riga. Contre l’arrêt, Tatjana Ždanoka forme un pourvoi en cassation devant le Sénat de la Cour suprême. Par une ordonnance définitive du 7 février 2000, le Sénat déclare le pourvoi irrecevable.
Compte tenu de ces faits, Tatjana Ždanoka décide de saisir, le 20 janvier 2000, la Cour européenne des droits de l'homme (voir ci-dessous).

### Élections législatives de 2002
En vue de participer aux élections législatives du 5 octobre 2002, le parti « Lidztiesiba », présidé par Tatjana Ždanoka, forme, avec deux autres partis, le Parti de l'harmonie nationale et le Parti socialiste de Lettonie, une coalition électorale nommée « Pour les droits de l'homme dans une Lettonie unie » (en letton : Par cilvēka tiesībām vienotā Latvijā, PCTVL). Au printemps 2002, le conseil exécutif du parti « Lidztiesiba » désigne Tatjana Ždanoka candidate aux élections. Cependant, le 16 mai 2002, le parlement sortant rejette une proposition d’abrogation de l’article 5 (point 6) de la loi sur les élections parlementaires. Étant pleinement conscient de la situation de Tatjana Ždanoka et craignant que la présence de sa candidature n’empêche l’enregistrement de la liste entière de PCTVL, le conseil de la coalition change d’avis et décide de ne pas l'inclure sur la liste des candidats. Tatjana Ždanoka décide alors de soumettre une liste séparée, ne contenant qu’un seul et unique nom, le sien, et intitulée « Parti de l’harmonie nationale ». Par une décision du 7 août 2002, la Commission électorale centrale décide d’annuler l’enregistrement de la liste. Aux élections du 5 octobre 2002, la liste de la coalition PCTVL obtient 18,94 % des voix et vingt-cinq sièges au Parlement.

### Élections européennes de 2004 et suivantes
Plusieurs partis quittent la coalition PCTVL en 2003. Le PCTVL décide de présenter une liste aux élections européennes de 2004 et Tatjana Ždanoka conduit la liste. La liste obtient 10,7 % et une élue, Tatjana Ždanoka. Elle décide de s'affilier au groupe des Verts/Alliance libre européenne.
Tatjana Ždanoka est réélue en 2009, 2014 et 2019.
Le PCTVL devient en 2014 l'Union russe de Lettonie.
En 2014, elle soutient le référendum d'annexion de la Crimée par la Russie.
En 2022, Tatjana Ždanoka vote contre la résolution du Parlement européen du 1er mars condamnant l'agression russe contre l'Ukraine ; elle est de ce fait exclue du groupe Verts/ALE,.

## Affaire Ždanoka contre Lettonie
Tatjana Ždanoka saisit le 20 janvier 2000 la Cour européenne des droits de l'homme, invoquant l'article 3 du Protocole n° 1 à la Convention européenne des droits de l'homme, et dénonce une violation de son droit de se porter candidate à des élections en raison de son inéligibilité. Elle soutient par ailleurs que son inéligibilité tant au Parlement qu’aux conseils municipaux, a méconnu les articles 10 et 11 de la Convention.
Dans un premier temps, la Cour européenne des droits de l'homme, dans l'arrêt Ždanoka c. Lettonie du 17 juin 2004, conclut qu’il y a eu violation de l’article 3 du Protocole n° 1 (droit à des élections libres) à la Convention ; qu’il y a eu violation de l’article 11 (liberté de réunion et d’association) de la Convention ; et qu’il ne s’impose pas d’examiner séparément le grief tiré de l’article 10 (liberté d’expression) de la Convention. En application de l’article 41 (satisfaction équitable) de la Convention, la Cour alloue à Tatjana Ždanoka des indemnités pour dommage matériel, pour dommage moral, et pour frais et dépens.
Finalement, dans l'arrêt de Grande Chambre Ždanoka c. Lettonie du 16 mars 2006, la CEDH conclut à la non-violation de l’article 3 du Protocole n° 1 (droit à des élections libres) à la Convention ; qu’il n’y a pas lieu d’examiner séparément les griefs sous l’angle de l’article 11 (liberté de réunion et d’association) ; et qu’il n’y a pas lieu d’examiner séparément les griefs sous l’angle de l’article 10 (liberté d’expression).

## Accusations d'espionnage au profit de la Russie
En janvier 2024, le site indépendant russe The Insider publie une enquête qui met à jour les activités d'espionne de Tatjana Ždanoka, qui a travaillé pendant des années comme agente de renseignement pour le service du FSB. The Insider publie des échanges de courriels qui montrent que Tatjana Ždanoka est toujours en contact avec deux officiers russes à qui elle rend régulièrement des comptes sur son travail au Parlement européen. L'intéressée dément et Dmitri Peskov, porte-parole du gouvernement russe, parle de retour du maccarthysme,. 